# GoFundMe
GoFundMe è una piattaforma online statunitense di crowdfunding che consente alle persone di raccogliere fondi per sé stessi o per altre persone con lo scopo di finanziare iniziative di vario genere, tra cui sostegni economici per situazioni emergenziali (ad esempio incidenti e malattie) e finanziamenti per progetti lavorativi oppure per borse di studio.
Nel febbraio 2024 la piattaforma ha dichiarato di aver raccolto più di 30 miliardi di dollari statunitensi a partire dalla sua fondazione nel 2010.

## Storia
GoFundMe fu fondata nel maggio 2010 a San Diego dagli imprenditori Brad Damphousse e Andrew Ballester. Entrambi avevano in precedenza creato Paygr, un sito web dedicato che consentiva ai suoi membri di vendere i propri servizi al pubblico. Nel 2008 Damphousse e Ballester avevano originariamente dato al loro sito web il nome CreateAFund, ma in seguito lo rinominarono GoFundMe dopo aver apportato numerosi aggiornamenti alle funzionalità del sito, il quale era stato realizzato basandosi sulle API di PayPal.
Nel giugno 2015 Damphousse e Ballester annunciarono di aver accettato la vendita di una quota di maggioranza di GoFundMe in favore di Accel Partners e Technology Crossover Ventures per circa 600 milioni di dollari. A seguito di ciò, entrambi si dimisero dalla supervisione quotidiana dell'azienda, ma rimasero nel consiglio di amministrazione. Contestualmente, Robert Ballmer (proveniente da Groupon) venne nominato amministratore delegato della piattaforma.
Nel gennaio 2017 GoFundMe ha acquisito la piattaforma di crowdfunding CrowdRise.
Nel marzo 2017 GoFundMe divenne la più grande piattaforma di crowdfunding, avendo raccolto oltre 3 miliardi di dollari a partire dal suo debutto nel 2010, ricavato oltre 140 milioni di dollari in donazioni al mese e realizzato nel 2016 un fatturato di 100 milioni di dollari.
Nel novembre 2017 GoFundMe annunciò la rimozione della commissione del 5% per ogni donazione per le campagne individuali negli Stati Uniti, in Canada e nel Regno Unito e l'introduzione delle mance facoltative lasciate dai donatori per sostenere tali campagne.
Nel marzo 2020 Tim Cadogan venne nominato amministratore delegato di GoFundMe.
Nel maggio 2022 GoFundMe ha annunciato l'acquisizione del sito di donazioni no-profit Classy, precisando che quest'ultimo sarebbe rimasto operativo e che avrebbe operato come azienda sussidiaria di GoFundMe.

## Modello di business
Durante il processo di creazione della campagna di raccolta fondi, i fondatori dell'iniziativa possono descriverne la causa e l'importo che sperano di raccogliere, caricando eventualmente foto o video. Una volta creata la campagna, GoFundMe consente agli utenti di condividerla con altre persone tramite e-mail oppure link integrati nei social network. Le persone che intendono sostenere la causa della raccolta fondi possono effettuare una donazione utilizzando una carta di debito o di credito, monitorare il finanziamento della raccolta fondi e lasciare dei commenti. La persona che raccoglie i fondi non deve sostenere alcun costo, ma gli elaboratori di pagamento trattengono il 2,9% più una quota variabile a seconda del Paese di riferimento (ad esempio 0,25 € in Italia) dall'importo di ciascuna donazione effettuata su GoFundMe.
GoFundMe è un'azienda unica nel suo genere nel settore del crowdfunding, dal momento che non è un sito web di crowdfunding basato su incentivi. Sebbene consenta progetti volti a finanziare altri progetti per musicisti, inventori, ecc., il suo modello aziendale è impostato in maniera tale da consentire donazioni destinate a cause personali ed eventi della vita, come ad esempio le spese mediche. GoFundMe ha anche una sezione speciale dedicata esclusivamente agli utenti che cercano di raccogliere fondi per coprire le spese di iscrizione per corsi di studio che non potrebbero sostenere autonomamente.